# Alula (zoologia)
Alula è il termine con cui sono denominate, in zoologia, strutture morfoanatomiche più o meno associate all'ala in alcune forme alate. Dal punto di vista dell'anatomia comparata non si tratta di strutture omologhe, bensì di espansioni dell'ala di ridotte dimensioni rispetto all'intero organo.

## Uccelli

Schema di ala di uccello, con le piume dell'alula colorate in rosso

Negli Uccelli, l'alula, detta anche ala bastarda, è una piccola protuberanza piumata che si trova sul bordo anteriore dell'ala di molte specie a partire da alcune del Cretaceo. 
Di fatto, si tratta dei "pollici" dell'uccello, modificatesi in uno strumento di controllo aerodinamico. L'uccello le tiene aperte mentre vola a bassa velocità per prevenire lo stallo.
La specie più antica in cui viene osservata è Eoalulavis hoyasi, un uccello primitivo del medio Cretaceo risalente a 115 milioni di anni fa.

## Insetti

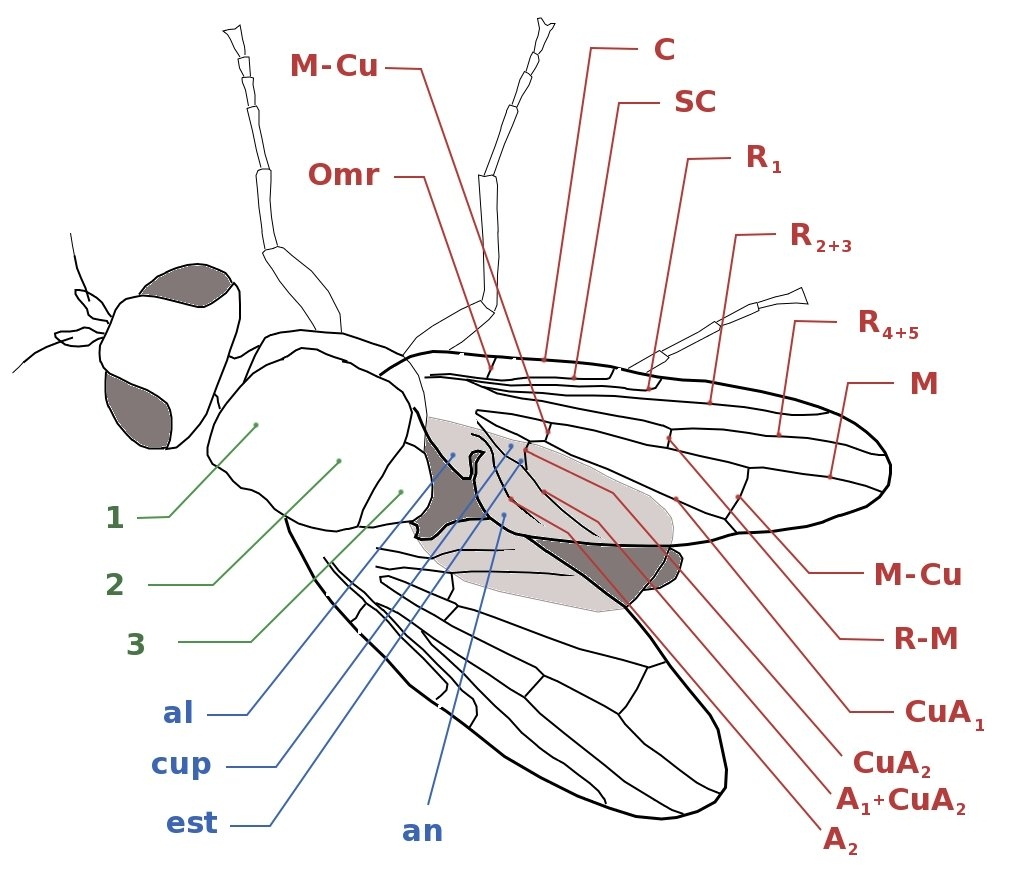
Schema della morfologia di un dittero tefritide con l'indicazione dell'alula (al) e del lobo anale (an).

Negli Insetti l'alula è un lobo posteriore dell'ala, di cui non si conosce l'eventuale omologia con la regione iugale, presente in alcuni ditteri e in alcuni coleotteri.
Nei Ditteri è detto anche lobo ascellare. Ha contiguità prossimale con la caliptra superiore e distale con il lobo anale. Da quest'ultimo è separata da una incisione alulare, più o meno profonda. Assente nei Nematoceri, nei Ditteri superiori è generalmente presente e può avere vari sviluppi secondo il gruppo sistematico.
Nei Coleotteri può essere presente un piccolo lobo posteriore ripiegato sotto le elitre e sarebbe omologo della regione iugale.